# Kanna Kii
Kanna Kii (jap. 紀伊 カンナ, Kii Kanna; * in Hokkaido) ist eine japanische Mangaka. Seit 2013 erscheinen mehrere ihrer Werke auf Deutsch, darunter Ein Fremder am Strand und dessen Fortsetzung Ein Fremder im Frühlingswind. Letztere verkaufte sich mit ihrem zweiten Band in Japan über 17.000 mal in der ersten Woche nach Erscheinen. Die auf Deutsch erschienenen Werke drehen sich um die Liebe zwischen jungen Männern – Studenten oder jungen Berufstätigen – und sind dem Genre Boys Love zuzuordnen. Wie auch andere Werke Kanna Kiis richten sie sich an eine weibliche Leserschaft und erschienen in Japan bei Shodensha.
Für den 2021 erschienenen Anime-Kinofilm Sing a Bit of Harmony erarbeitete Kii die Charakterdesigns.

## Werke
- Ein Fremder am Strand (海辺のエトランゼ, Umibe no Etoranze [= Étranger]; 2013)
- Ein Fremder im Frühlingswind (春風のエトランゼ, Harukaze no Etoranze [= Étranger]; seit 2014, 4 Bände)
- Qualia unter dem Schnee (雪の下のクオリア, Yuki no Shita no Kuoria [= Qualia]; 2014)
- Dare Datte Skylark (誰だってスカイラーク, Dare Datte Sukairāku; 2016)
- Mahō ga Tsukaenakutemo (魔法が使えなくても; 2017)
- Paradise! (2017)